# Festuca alatavica
Festuca alatavica là một loài thực vật có hoa trong họ Hòa thảo. Loài này được (St.-Yves) Roshev. mô tả khoa học đầu tiên năm 1934.